# Наделение полномочиями высшего должностного лица субъекта Российской Федерации
Наделение полномочиями высшего должностного лица субъекта Российской Федерации — избирательная методика, лежащая в основе процедуры выборов главы региональной исполнительной власти. Непосредственно процедура осуществлялась законодательными (представительными) органами субъекта Федерации по представлению президента России.
Действовала в России с 2005 по 2012 год.

## История
Предшественницей этой избирательной методики была система выборов глав субъектов России, действовавшая с 1996 по 2004 год. Выборы проводились с периодичностью, как правило, 4—5 лет. Порядок проведения выборов регулировался как федеральными, так и региональными законами.
Указанный порядок замещения высших государственных должностей в регионах России был введён в конце 2004 года по инициативе президента Российской Федерации В. В. Путина.
Выступая 13 сентября 2004 года на расширенном заседании правительства России, Путин объявил о намерении внести ряд принципиальных изменений в избирательное законодательство. Поводом для этого решения послужил теракт в Беслане. Путин предложил изменить порядок наделения полномочиями высших должностных лиц субъектов Федерации — перейти от избрания их на прямых выборах к утверждению в должности решениями законодательных органов по представлению президента. Своё предложение по выработке нового механизма формирования высшей исполнительной власти в регионах он объяснил необходимостью модернизации региональной избирательной системы по принципам, идентичным принципам образования федеральных органов власти.
В Федеральный закон от 6 октября 1999 года № 184-ФЗ «Об общих принципах организации законодательных (представительных) и исполнительных органов государственной власти субъектов Российской Федерации» был внесён целый ряд норм, устанавливающих новые правила региональных выборов. Впоследствии решением Конституционного суда России было подтверждено, что новые нормы не противоречат положениям иных актов российского избирательного законодательства. В итоговом постановлении КС РФ указано, что право президента представлять кандидатуру на должность главы субъекта РФ «не может рассматриваться как нарушение принципа разделения властей и принципа федерализма».
Все назначенные до вступления в силу нового закона выборы глав субъектов были проведены согласно прежнему законодательству. Вместе с тем в закон была внесена норма, согласно которой глава региона, избранный до вступления в силу закона, вправе до истечения срока полномочий поставить перед президентом страны вопрос о доверии и досрочном сложении своих полномочий. 12 декабря 2004 года Федеральный закон, одобренный обеими палатами парламента России, был подписан Путиным и вступил в силу.
2 мая 2012 года президентом России Д. А. Медведевым был подписан ранее принятый по его инициативе Государственной думой и одобренный Советом Федерации Федеральный закон № 40-ФЗ, который отменил принятый в конце 2004 года Федеральный закон о наделении парламентом субъекта России должностными полномочиями лица, представляемого президентом России, и вновь ввёл институт выборов высших должностных лиц. Документ вступил в силу 1 июля 2012 года.

## Принцип действия
В соответствии с редакцией Федерального закона № 184-ФЗ, принятой в 2004 году, кандидатуру главы региона утверждает парламент субъекта Федерации по представлению Президента России. За 35 дней до истечения срока полномочий действующего губернатора президент вносит свои предложения по кандидатуре нового главы исполнительной власти региона. Законодательное собрание должно в течение двух недель со дня внесения представления рассмотреть указанную кандидатуру. Если законодательное собрание региона отклоняет её, президент в течение недели с этого момента имеет право повторно внести своё предложение. В законе также присутствует пункт о проведении главой государства соответствующих месячных консультаций по кандидатуре главы региона в случае двукратного отклонения или непринятия решения законодательным органом. В случае, если региональные законодатели в третий раз отклонят кандидата на должность, президент вправе распустить законодательный орган власти региона.
Документом оговаривается, что глава региона может быть отрешён от своей должности главой государства кроме всего прочего «в связи с утратой доверия, за ненадлежащее исполнение своих обязанностей, а также в иных случаях, предусмотренных настоящим Федеральным законом». Такой порядок отрешения от должности был дважды использован В. В. Путиным во время его президентства в 2000—2008 гг. (в отношении губернаторов Корякского АО и Амурской области В. А. Логинова и Л. В. Короткова). Единожды правом лишить главу субъекта России должности воспользовался Д. А. Медведев (увольнение Ю. М. Лужкова с должности мэра Москвы). Таким порядком своих постов лишились губернаторы Новосибирской, Брянской и Кировской областей В. А. Юрченко (март 2014 г.), Н. В. Денин (сентябрь 2014 г.) и Н. Ю. Белых (июль 2016 г.) соответственно. В 2020 г. был отстранён от должности губернатор Хабаровского края С. И. Фургал и глава Чувашской республики М. В. Игнатьев

## Список назначений

### 2005
| Субъект РФ                          | Избранное должностное лицо субъекта | Дата внесения кандидатуры в законодательный орган субъекта | Итоги голосования | Дата утверждения в должности (инаугурация) | Примечания |
| Приморский край                     | Сергей Дарькин                      | 31 января                                                  | «за» — 35 депутатов Законодательного собрания, «против» — 1                                                                         | 4 февраля (4 февраля)                      | 11 января 2010 года по предложению Президента РФ наделен Заксобранием края полномочиями главы краевой администрации на третий срок. |
| Тюменская область                   | Сергей Собянин                      | 3 февраля                                                  | «за» — 24 депутата областной думы, «против» — 1                                                                                     | 17 февраля (24 февраля)                    | В соответствии с Указом Президента РФ от 14 ноября 2005 № 1323 назначен руководителем Администрации Президента Российской Федерации; 22 ноября 2005 года Тюменская областная дума удовлетворила заявление Собянина С. С. о добровольном сложении полномочий губернатора области. |
| Владимирская область                | Николай Виноградов                  | 16 февраля                                                 | «за» — 28 депутатов Законодательного собрания, «против» — 3                                                                         | 18 февраля (25 марта)                      | 28 февраля 2009 года утвержден Заксобранием области для наделения полномочиями губернатора региона на четвёртый срок. |
| Курская область                     | Александр Михайлов                  | 18 февраля                                                 | «за» — 41 депутат областной думы, «против» — 0                                                                                      | 22 февраля (4 марта)                       | 1 марта 2010 года по предложению Президента РФ наделен полномочиями высшего должностного лица исполнительной власти области на третий срок. |
| Амурская область                    | Леонид Коротков                     | 19 февраля                                                 | «за» — 21 депутат областного Совета, «против» — 7, не действителен — 1                                                              | 24 февраля (24 февраля)                    | Указом Президента РФ от 10 мая 2007 г. № 612 «О Короткове Л. В.» губернатор был отрешён от исполнения полномочий в связи с утратой доверия Президента РФ. Следующим Указом Президента России на заместителя губернатора Александра Нестеренко было временно возложено осуществление обязанностей главы региона на период до вступления в должность лица, наделенного полномочиями губернатора области.                                         |
| Еврейская автономная область        | Николай Волков                      | 19 февраля                                                 | «за» — 14 депутатов Законодательного собрания, «против» — 0                                                                         | 25 февраля (25 февраля)                    | Полномочия истекли 25 февраля 2010 года. |
| Ханты-Мансийский АО — Югра          | Александр Филипенко                 | 21 февраля                                                 | «за» — 25 депутатов окружной думы, «против» — 0                                                                                     | 24 февраля (28 февраля)                    | Полномочия истекли 28 февраля 2010 года. |
| Эвенкийский АО                      | Борис Золотарёв                     | 25 февраля                                                 | «за» — 23 депутата окружного Суглана, «против» — 0                                                                                  | 3 марта (16 марта)                         | 1 января 2007 года на основании пункта 3 статьи 9 Федерального конституционного закона от 14 октября 2005 года № 6-ФКЗ «Об образовании в составе Российской Федерации в результате объединения Красноярского края, Таймырского (Долгано-Ненецкого) автономного округа и Эвенкийского автономного округа» полномочия Золотарёва Б. Н. в качестве главы автономии были прекращены в связи с образованием в составе РФ нового субъекта Федерации. |
| Саратовская область                 | Павел Ипатов                        | 28 февраля                                                 | «за» — 35 депутатов областной думы, «против» — 0                                                                                    | 3 марта (5 апреля)                         | Сменил в должности Дмитрия Аяцкова. 23 марта 2010 года по предложению Президента РФ повторно наделен полномочиями высшего должностного лица исполнительной власти региона. |
| Ямало-Ненецкий АО                   | Юрий Неелов                         | 9 марта                                                    | «за» — 21 депутат Законодательного собрания, «против» — 0                                                                           | 11 марта (16 марта)                        | 17 февраля 2010 года обратился к Президенту РФ с просьбой не рассматривать его кандидатуру в качестве рекомендованной для продления полномочий на занимаемой должности, и последующим прекращением исполнения обязанностей высшего должностного лица региона после 16 марта 2010 года вследствие истечения срока полномочий. |
| Республика Татарстан                | Минтимер Шаймиев                    | 16 марта                                                   | «за» — 89 депутатов Государственного совета, «против» — 4, «воздержались» — 1                                                       | 25 марта (25 марта)                        | 22 января 2010 года взял самоотвод и обратился к Президенту РФ с просьбой не рассматривать его кандидатуру в перечне лиц, рекомендованных для назначения «Единой Россией» в качестве главы региона. Полномочия истекли 25 марта 2010 года. |
| Тульская область                    | Вячеслав Дудка                      | 25 марта                                                   | «за» — 38 депутатов областной думы, «против» — 1                                                                                    | 30 марта (29 апреля)                       | Сменил в должности Василия Стародубцева. 18 марта 2010 года по предложению Президента РФ повторно наделен полномочиями губернатора области. |
| Корякский АО                        | Олег Кожемяко                       | 7 апреля                                                   | «за» — 12 депутатов окружной думы, «против» — 0                                                                                     | 15 апреля (15 апреля)                      | Согласно Указу Президента РФ от 9 марта 2005 № 273 «О временно исполняющем обязанности губернатора Корякского АО» являлся временно и. о. главы автономии вместо Владимира Логинова. |
| Челябинская область                 | Пётр Сумин                          | 15 апреля                                                  | «за» — 42 депутата Законодательного собрания, «против» — 0                                                                          | 18 апреля (22 апреля)                      | 4 марта 2010 года взял самоотвод и обратился к Президенту РФ с просьбой не рассматривать его кандидатуру для продления срока полномочий в качестве губернатора области в связи с достижением им предельного возраста пребывания на государственной службе с последующим прекращением исполнения полномочий после 22 апреля 2010 года. |
| Кемеровская область                 | Аман Тулеев                         | 15 апреля                                                  | «за» — 35 депутатов областного Совета, «против» — 0                                                                                 | 20 апреля (20 апреля)                      | 18 марта 2010 года по предложению Президента РФ наделен полномочиями губернатора области на четвёртый срок. |
| Орловская область                   | Егор Строев                         | 15 апреля                                                  | «за» — 46 депутатов областного Совета, «против» — 0                                                                                 | 23 апреля (23 апреля)                      | Освобождён от должности Указом Президента РФ от 16 февраля 2009 № 167 «О досрочном прекращении полномочий губернатора Орловской области» в связи с досрочным прекращением полномочий. |
| Костромская область                 | Виктор Шершунов                     | 16 апреля                                                  | «за» — 20 депутатов областной думы, «против» — 3                                                                                    | 21 апреля (11 мая)                         | Погиб 20 сентября 2007 года в результате ДТП в Подмосковье на 76-м километре Ярославского шоссе. |
| Самарская область                   | Константин Титов                    | 25 апреля                                                  | «за» — 22 депутата губернской думы, «против» — 0                                                                                    | 26 апреля (28 апреля)                      | Освобождён от должности 29 августа 2007 года по Указу Президента России от 27 августа 2007 «О досрочном прекращении полномочий губернатора Самарской области» в связи с досрочным прекращением полномочий. |
| Пензенская область                  | Василий Бочкарёв                    | 11 мая                                                     | «за» — 42 депутата Законодательного собрания, «против» — 1                                                                          | 14 мая (26 мая)                            | 29 апреля 2010 года утвержден Заксобранием области для наделения полномочиями высшего должностного лица исполнительной власти региона на четвёртый срок. |
| Липецкая область                    | Олег Королёв                        | 24 мая                                                     | «за» — 34 депутата областного Совета, «против» — 1, «воздержались» — 1                                                              | 28 мая (4 июня)                            | 26 апреля 2010 года представленная Президентом РФ кандидатура была наделена полномочиями главы администрации области на четвёртый срок. |
| Оренбургская область                | Алексей Чернышев                    | 4 июня                                                     | «за» — 41 депутат Законодательного собрания, «воздержались» — 1                                                                     | 15 июня (15 июня)                          | Полномочия истекли 15 июня 2010 года. |
| Республика Северная Осетия — Алания | Таймураз Мамсуров                   | 7 июня                                                     | «за» — 62 депутата Парламента, «против» — 1                                                                                         | 7 июня (7 июня)                            | Сменил в должности Александра Дзасохова. 29 апреля 2010 года по предложению Президента РФ наделен полномочиями Главы республики на второй срок. |
| Ростовская область                  | Владимир Чуб                        | 12 июня                                                    | «за» — 40 депутатов Законодательного собрания, «против» — 1                                                                         | 14 июня (14 июня)                          | Полномочия истекли 14 июня 2010 года. |
| Республика Ингушетия                | Мурат Зязиков                       | 12 июня                                                    | «за» — 30 депутатов Народного собрания, «против» — 1                                                                                | 15 июня (15 июня)                          | Освобождён от должности Указом Президента РФ от 30 октября 2008 № 1548 «О досрочном прекращении полномочий Президента Республики Ингушетия» в связи с досрочным прекращением полномочий. |
| Смоленская область                  | Виктор Маслов                       | 12 июня                                                    | «за» — 43 депутата областной думы, «против» — 0                                                                                     | 24 июня (29 июня)                          | Освобождён от должности согласно Указу Президента РФ от 18 декабря 2007 № 1705 «О досрочном прекращении полномочий губернатора Смоленской области» в связи с переходом на другую работу. |
| Тамбовская область                  | Олег Бетин                          | 10 июля                                                    | «за» — 49 депутатов областной думы, «против» — 0                                                                                    | 13 июля (19 июля)                          | 7 июня 2010 года утвержден областной думой для наделения полномочиями главы администрации региона на четвёртый срок. |
| Калужская область                   | Анатолий Артамонов                  | 22 июля                                                    | «за» — 33 депутата Законодательного собрания, «против» — 3                                                                          | 26 июля (29 июля)                          | 10 июня 2010 года по предложению Президента РФ наделён полномочиями высшего должностного лица исполнительной власти региона на четвёртый срок. |
| Нижегородская область               | Валерий Шанцев                      | 3 августа                                                  | «за» — 36 депутатов Законодательного собрания, «против» — 0                                                                         | 8 августа (8 августа)                      | Сменил в должности Геннадия Ходырева. 17 июня 2010 года депутаты Заксобрания области повторно наделили Шанцева В. П. полномочиями высшего должностного лица исполнительной власти региона. |
| Иркутская область                   | Александр Тишанин                   | 13 августа                                                 | «за» — 42 депутата Законодательного собрания, «против» — 2                                                                          | 26 августа (8 сентября)                    | Сменил в должности Бориса Говорина. Освобождён от обязанностей по Указу Президента РФ от 15 апреля 2008 № 495 «О досрочном прекращении полномочий губернатора Иркутской области» по собственной просьбе. |
| Чувашская Республика                | Николай Фёдоров                     | 16 августа                                                 | «за» — 66 депутатов Государственного совета, «против» — 2, «воздержались» — 1                                                       | 29 августа (29 августа)                    | Полномочия истекли 29 августа 2010 года. |
| Алтайский край                      | Александр Карлин                    | 18 августа                                                 | «за» — 57 депутатов краевого Совета, «воздержались» — 1                                                                             | 25 августа (25 августа)                    | Назначен вместо вр.и. о. губернатора Михаила Козлова, с 10 августа заменявшего на должности погибшего Михаила Евдокимова. 29 июля 2009 года вновь утвержден краевым Заксобранием для наделения полномочиями главы региона. |
| Агинский Бурятский АО               | Баир Жамсуев                        | 7 сентября                                                 | «за» — 14 депутатов окружной думы, «против» — 0                                                                                     | 15 сентября (15 сентября)                  | 1 марта 2008 года на основании пункта 6 статьи 10 Федерального конституционного закона от 21 июля 2007 года № 5-ФКЗ «Об образовании в составе Российской Федерации нового субъекта Российской Федерации в результате объединения Читинской области и Агинского Бурятского автономного округа» Жамсуев Б. Б. был освобождён от должности главы автономии в связи со вступлением в должность губернатора Забайкальского края.                    |
| Калининградская область             | Георгий Боос                        | 14 сентября                                                | «за» — 27 депутатов областной думы, «против» — 2                                                                                    | 16 сентября (28 сентября)                  | Сменил в должности Владимира Егорова. Полномочия истекли 28 сентября 2010 года. |
| Кабардино-Балкарская Республика     | Арсен Каноков                       | 27 сентября                                                | «за» — 105 депутатов Парламента, «против» — 0                                                                                       | 28 сентября (28 сентября)                  | Назначен вместо подавшего в отставку Валерия Кокова. 1 сентября 2010 года по предложению Президента РФ наделен полномочиями Президента республики на второй срок. |
| Пермский край                       | Олег Чиркунов                       | 4 октября                                                  | 1. «за» — 34 депутата Заксобрания Пермской области, «против» — 3 2. «за» — 15 депутатов Заксобрания Коми-Перяцкого АО, «против» — 0 | 10 октября (1 декабря)                     | С марта 2004 года исполнял полномочия губернатора Пермской области по Указу Президента РФ от 25 марта 2004 № 395 «О временно исполняющем обязанности губернатора Пермской области». 27 октября 2010 года повторно наделен депутатами краевого Заксобрания полномочиями губернатора региона. |
| Чукотский АО                        | Роман Абрамович                     | 15 октября                                                 | «за» — 11 депутатов окружной думы, «против» — 0                                                                                     | 21 октября (21 октября)                    | Освобождён от должности во исполнение Указа Президента РФ от 3 июля 2008 № 1044 «О досрочном прекращении полномочий губернатора Чукотского АО» согласно собственной просьбе. |
| Республика Калмыкия                 | Кирсан Илюмжинов                    | 19 октября                                                 | «за» — 22 депутата Народного Хурала, «против» — 1, «воздержались» — 1                                                               | 22 октября (25 октября)                    | Полномочия истекли 24 октября 2010 года. |
| Ставропольский край                 | Валерий Гаевский                    | 22 октября                                                 | «за» — 23 депутата краевой Государственной думы, «против» — 0                                                                       | 31 октября (31 октября)                    | Освобождён от должности согласно Указу Президента РФ от 16 мая 2008 № 802 «О досрочном прекращении полномочий губернатора Ставропольского края» (недоступная ссылка) по собственной просьбе. |
| Республика Мордовия                 | Николай Меркушкин                   | 7 ноября                                                   | «за» — 44 депутата Государственного собрания, «воздержались» — 1                                                                    | 10 ноября (10 ноября)                      | 7 октября 2010 года по предложению Президента России наделён полномочиями Главы республики на очередной срок. |
| Свердловская область                | Эдуард Россель                      | 17 ноября                                                  | 1. «за» — 19 депутатов Палаты представителей, «против» — 0 2. «за» — 24 депутата областной думы, «против» — 0                       | 21 ноября (21 ноября)                      | Полномочия истекли 21 ноября 2009 года. |
| Ивановская область                  | Михаил Мень                         | 18 ноября                                                  | «за» — 32 депутата областной думы, «против» — 0                                                                                     | 22 ноября (23 декабря)                     | Сменил в должности Владимира Тихонова. 22 октября 2010 года по предложению Президента России был вновь утверждён губернатором области. |
| Тюменская область                   | Владимир Якушев                     | 23 ноября                                                  | «за» — 23 депутата областной думы, «против» — 0                                                                                     | 24 ноября (24 ноября)                      | Назначен в связи с отставкой Собянина С. С. 12 октября 2010 года повторно наделен депутатами областной думы полномочиями губернатора региона. |
| Республика Коми                     | Владимир Торлопов                   | 4 декабря                                                  | «за» — 27 депутатов Государственного совета, «против» — 0                                                                           | 7 декабря (15 января 2006)                 | Полномочия истекли 15 января 2010 года. |
| Республика Алтай                    | Александр Бердников                 | 13 декабря                                                 | «за» — 34 депутата Государственного собрания, «воздержались» — 2                                                                    | 22 декабря (20 января 2006)                | Сменил в должности Михаила Лапшина. 12 января 2010 года по предложению Президента России был вновь утвержден Эл Курултаем на должности Главы республики. |

### 2006
| Субъект РФ                | Избранное должностное лицо субъекта | Дата внесения кандидатуры в законодательный орган субъекта | Итоги голосования                                                         | Дата утверждения в должности (Инаугурация) | Примечания |
| Республика Дагестан       | Муху Алиев                          | 20 февраля                                                 | «за» — 101 депутат Народного собрания, «против» — 1, «воздержавшихся» — 3 | 20 февраля (20 февраля)                    | Сменил в должности ушедшего в отставку Магомедали Магомедова. Полномочия истекли 20 февраля 2010 года. |
| Республика Карелия        | Сергей Катанандов                   | 26 февраля                                                 | «за» — 53 депутата Законодательного собрания, «против» — 0                | 3 марта (3 марта)                          | Освобождён от должности по собственному желанию в соответствии с Указом Президента РФ от 30 июня 2010 года № 819 «О досрочном прекращении полномочий Главы Республики Карелия». |
| Ульяновская область       | Сергей Морозов                      | 20 марта                                                   | «за» — 21 депутат Законодательного собрания, «против» — 4                 | 28 марта (10 апреля)                       | 6 марта 2011 года депутаты Заксобрания области повторно наделили Морозова С. И. полномочиями высшего должностного лица исполнительной власти региона. |
| Ненецкий автономный округ | Валерий Потапенко                   | 21 июля                                                    | «за» — 16 депутатов окружного Собрания, «против» — 0                      | 7 августа (7 августа)                      | Согласно Указу Президента России от 2 июня 2006 года № 552 «О руководстве исполнительной властью Ненецкого АО» на главного федерального инспектора по НАО Потапенко В. Н. было временно возложено осуществление обязанностей главы администрации региона на период проведения следственных действий в отношении временно отстранённого действующего губернатора автономного округа Алексея Баринова; Освобождён от должности согласно Указу Президента России от 16 февраля 2009 года № 168 (недоступная ссылка) по собственной просьбе. |
| Республика Башкортостан   | Муртаза Рахимов                     | 5 октября                                                  | «за» — 119 депутатов Государственного собрания, «против» — 0              | 10 октября (10 октября)                    | Сложил полномочия досрочно согласно Указу Президента РФ от 15 июля 2010 года № 913 «О досрочном прекращении полномочий Президента Республики Башкортостан». |
| Ярославская область       | Анатолий Лисицын                    | 31 октября                                                 | «за» — 43 депутата областной Государственной думы, «против» — 2           | 2 ноября (2 ноября)                        | Освобождён от должности согласно Указу Президента РФ от 18 декабря 2007 года № 1706 «О досрочном прекращении полномочий губернатора Ярославской области» по собственной просьбе в связи с избранием депутатом Госдумы 5-го созыва. |
| Республика Саха — Якутия  | Вячеслав Штыров                     | 28 ноября                                                  | «за» — 60 депутатов Государственного собрания, «против» — 3               | 7 декабря (27 января 2007)                 | Освобождён от должности в соответствии с Указом Президента РФ от 31 мая 2010 года № 655 «О досрочном прекращении полномочий Президента Республики Саха (Якутия)» по собственной просьбе. |
| Республика Адыгея         | Асланчерий Тхакушинов               | 6 декабря                                                  | «за» — 53 депутата Государственного совета, «против» — 1                  | 13 декабря (13 января 2007)                | Назначен вместо подавшего в отставку Хазрета Совмена. 13 декабря 2011 года по предложению Президента России был вновь утвержден Госсоветом — Хасэ на должности Главы республики. |
| Санкт-Петербург           | Валентина Матвиенко                 | 13 декабря                                                 | «за» — 40 депутатов Законодательного собрания, «против» — 3               | 20 декабря (22 декабря)                    | Указом Президента РФ от 22 августа 2011 года № 1106 «О досрочном прекращении полномочий губернатора Санкт-Петербурга» освобождена от занимаемой должности по собственной просьбе. |

### 2007
| Субъект РФ            | Избранное должностное лицо субъекта | Дата внесения кандидатуры в законодательный орган субъекта | Итоги голосования | Дата утверждения в должности (Инаугурация) | Примечания |
| Мурманская область    | Юрий Евдокимов                      | 7 февраля                                                  | «за» — 17 депутатов областной думы, «против» — 5 | 14 февраля (17 февраля)                    | Освобождён от должности по собственной просьбе во исполнение Указа Президента РФ от 21 марта 2009 № 302 «О досрочном прекращении полномочий губернатора Мурманской области» (недоступная ссылка). |
| Чеченская республика  | Рамзан Кадыров                      | 1 марта                                                    | 1. «за» — 17 депутатов Совета республики, «против» — 0 2. «за» — 39 депутатов Народного собрания, «против» — 0                                                                             | 2 марта (5 апреля)                         | - По Указу Президента РФ от 15 февраля 2007 № 172 «О досрочном прекращении полномочий Президента Чеченской Республики» временно исполнял обязанности главы республики вместо ушедшего в отставку Алу Алханова. - 5 марта 2011 года по представлению Президента РФ депутаты Парламента повторно утвердили кандидатуру Кадырова Р. А. на должности Главы республики. |
| Томская область       | Виктор Кресс                        | 5 марта                                                    | «за» — 34 депутата областной Государственной думы, «против» — 1, «воздержались» — 1 | 9 марта (17 марта)                         | Полномочия истекли 17 марта 2012 года. |
| Республика Тува       | Шолбан Кара-оол                     | 3 апреля                                                   | 1. «за» — 115 депутатов Палаты представителей, «против» — 12 2. «за» — 21 депутат Законодательной палаты, «против» — 1                                                                     | 6 апреля (6 апреля)                        | - Сменил в должности Шериг-оол Ооржака. - 2 марта 2012 года по предложению Президента России повторно был утвержден Верховным Хуралом на должности Главы — Председателя Правительства республики. |
| Краснодарский край    | Александр Ткачёв                    | 20 апреля                                                  | «за» — 59 депутатов Законодательного собрания, «против» — 1 | 23 апреля (23 апреля)                      | 21 марта 2012 года по предложению Президента РФ наделен полномочиями главы краевой администрации на очередной срок. |
| Московская область    | Борис Громов                        | 2 мая                                                      | «за» — 50 депутатов областной думы, «против» — 0 | 4 мая (11 мая)                             | Полномочия истекли 11 мая 2012 года. |
| Омская область        | Леонид Полежаев                     | 22 мая                                                     | «за» — 36 депутатов Законодательного собрания, «против» — 6 | 24 мая (30 мая)                            | Полномочия истекли 30 мая 2012 года. |
| Красноярский край     | Александр Хлопонин                  | 22 мая                                                     | «за» — 42 депутата Законодательного собрания, «против» — 8 | 4 июня (4 июня)                            | - В соответствии с Указом Президента РФ от 19 января 2010 № 83 в связи с переходом на другую работу Президентом России автоматически принята отставка Хлопонина А. Г. с должности губернатора Красноярского края. - Следующим Указом Президента России осуществление обязанностей главы региона на период до вступления в должность лица, наделенного полномочиями губернатора края, временно возложено на Председателя краевого Правительства Эдхама Акбулатова.                                                                               |
| Амурская область      | Николай Колесов                     | 24 мая                                                     | «за» — 23 депутата областного Совета, «против» — 10 | 1 июня (1 июня)                            | - Назначен вместо Леонида Короткова, отстранённого от должности в связи с утратой доверия Президента России. - Освобождён от должности Указом Президента РФ от 16 октября 2008 № 1485 «О досрочном прекращении полномочий губернатора Амурской области». |
| Камчатский край       | Алексей Кузьмицкий                  | 26 мая                                                     | 30 мая: «за» — 34 депутата областного Совета Камчатской области, «против» — 1, «воздержались» — 1 1 июня: «за» — 7 депутатов окружной думы Корякского АО, «против» — 0, «воздержались» — 4 | 1 июля (2 июля)                            | Освобождён от должности по собственной просьбе по Указу Президента РФ от 25 февраля 2011 № 234 «О досрочном прекращении полномочий губернатора Камчатского края». |
| Республика Бурятия    | Вячеслав Наговицын                  | 4 июня                                                     | «за» — 57 депутатов Народного Хурала, «против» — 4 | 15 июня (10 июля)                          | - Сменил в должности Леонида Потапова. - 12 мая 2012 года на внеочередной сессии депутаты Народного Хурала республики вновь наделили полномочиями Главы региона Наговицына В. В., освобождённого от должности Указом Президента России от 11 мая 2012 года № 618 «О досрочном прекращении полномочий Президента Республики Бурятия». |
| Белгородская область  | Евгений Савченко                    | 5 июня                                                     | «за» — 29 депутатов областной думы, «против» — 0, «воздержавшихся» — 3 | 16 июня (16 июня)                          | С 17 июня 2012 года в связи с истечением срока полномочий назначен временно исполняющим обязанности губернатора Указом Президента России от 16 июня 2012 № 806 (недоступная ссылка) на период до вступления в должность лица, избранного губернатором Белгородской области. |
| Вологодская область   | Вячеслав Позгалёв                   | 14 июня                                                    | «за» — 26 депутатов Законодательного собрания, «против» — 1 | 21 июня (21 июня)                          | Освобождён от должности Указом Президента РФ от 14 декабря 2011 № 1624 по собственной просьбе в связи с избранием депутатом Государственной Думы России VI созыва. |
| Москва                | Юрий Лужков                         | 22 июня                                                    | «за» — 32 депутата городской думы, «против» — 3 | 27 июня (27 июня)                          | - Указом Президента России от 28 сентября 2010 № 1183 «О досрочном прекращении полномочий мэра Москвы» отрешён от исполнения полномочий в связи с утратой доверия Президента России. - Осуществление обязанностей градоначальника на период до вступления в должность лица, наделенного полномочиями мэра города, временно возложено на первого заместителя Председателя Правительства города Владимира Ресина. |
| Хабаровский край      | Виктор Ишаев                        | 5 июля                                                     | «за» — 24 депутата краевой думы, «против» — 2 | 9 июля (11 июля)                           | Освобождён от должности по собственной просьбе согласно Указу Президента РФ от 30 апреля 2009 № 491 «О досрочном прекращении полномочий губернатора Хабаровского края» (недоступная ссылка). |
| Тверская область      | Дмитрий Зеленин                     | 5 июля                                                     | «за» — 28 депутатов Законодательного собрания, «против» — 1, «воздержавшихся» — 1 | 10 июля (10 июля)                          | Освобождён от должности по собственному желанию в соответствии с Указом Президента РФ от 16 июня 2011 № 807 «О досрочном прекращении полномочий губернатора Тверской области». |
| Ленинградская область | Валерий Сердюков                    | 6 июля                                                     | «за» — 38 депутатов Законодательного собрания, «против» — 1 | 9 июля (9 июля)                            | Указом Президента РФ от 11 мая 2012 № 617 (недоступная ссылка) удовлетворено личное заявление Сердюкова В. П. о досрочном сложении полномочий по собственному желанию с 28 мая 2012 года. |
| Новосибирская область | Виктор Толоконский                  | 6 июля                                                     | «за» — 74 депутата областного Совета, «против» — 3 | 12 июля (13 июля)                          | Указом Президента РФ от 9 сентября 2010 № 1116 «О досрочном прекращении полномочий губернатора Новосибирской области» принята отставка Толоконского В. А. по собственному желанию. |
| Новгородская область  | Сергей Митин                        | 3 августа                                                  | «за» — 23 депутата областной думы, «против» — 0 | 7 августа (7 августа)                      | - По Указу Президента РФ от 3 августа 2007 № 1018 «О досрочном прекращении полномочий губернатора Новгородской области» (недоступная ссылка) временно исполнял обязанности главы региона вместо ушедшего в отставку Михаила Прусака. - 8 августа 2012 года в связи с истечением срока полномочий назначен временно исполняющим обязанности Губернатора по Указу Президента РФ от 7 августа 2012 № 1118 (недоступная ссылка) на период до вступления в должность лица, избранного Губернатором Новгородской области.                             |
| Сахалинская область   | Александр Хорошавин                 | 7 августа                                                  | «за» — 20 депутатов областной думы, «против» — 0, «воздержавшихся» — 2 | 9 августа (11 августа)                     | - Назначен вместо отправленного в отставку Ивана Малахова. - 7 июля 2011 года повторно наделен депутатами областной думы полномочиями губернатора региона. |
| Самарская область     | Владимир Артяков                    | 27 августа                                                 | «за» — 41 депутат Губернской думы, «против» — 0, «воздержавшихся» — 4 | 29 августа (29 августа)                    | - С 27 августа 2007 по Указу Президента России (недоступная ссылка) временно исполнял обязанности губернатора области после досрочной добровольной отставки Константина Титова. - Освобождён от должности согласно Указу Президента России от 10 мая 2012 № 615 в связи с досрочным прекращением полномочий. |
| Брянская область      | Николай Денин                       | 13 октября                                                 | «за» — 46 депутатов областной думы, «против» — 6 | 18 октября (18 октября)                    | - 14 октября 2012 года одержал победу на первых после восьмилетнего перерыва прямых выборах губернатора. - Указом Президента РФ от 9 сентября 2014 № 614 «О досрочном прекращении полномочий Губернатора Брянской области» Денин Н. В. был отрешён от исполнения полномочий в связи с утратой доверия Президента РФ. Следующим Указом Президента России на депутата Госдумы Александра Богомаза было возложено осуществление обязанностей главы региона на период до вступления в должность лица, наделенного полномочиями губернатора области. |
| Костромская область   | Игорь Слюняев                       | 24 октября                                                 | «за» — 34 депутата областной думы, «против» — 0 | 25 октября (25 октября)                    | - Назначен вместо и. о. губернатора Юрия Цикунова, по Указу Президента России с 22 сентября 2007 года (недоступная ссылка) заменявшего на должности погибшего Виктора Шершунова. - Досрочная отставка принята Указом Президента России от 13 апреля 2012 № 443. |
| Смоленская область    | Сергей Антуфьев                     | 19 декабря                                                 | «за» — 46 депутатов областной думы, «против» — 2 | 24 декабря (24 декабря)                    | - Согласно Указу Президента РФ от 18 декабря 2007 № 1705 временно исполнял обязанности губернатора области в связи с досрочной отставкой Виктора Маслова. - Освобождён от должности по собственной просьбе Указом Президента РФ от 20 апреля 2012 № 463. |
| Ярославская область   | Сергей Вахруков                     | 19 декабря                                                 | «за» — 44 депутата областной, Государственной думы, «против» — 0 | 25 декабря (25 декабря)                    | - Согласно Указу Президента РФ от 18 декабря 2007 № 1706 временно исполнял обязанности губернатора области после добровольной отставки Анатолия Лисицына. - По Указу Президента РФ от 28 апреля 2012 № 528 (недоступная ссылка) освобождён от занимаемой должности по собственной просьбе. |

### 2008
| Субъект РФ                      | Избранное должностное лицо субъекта | Дата внесения кандидатуры в законодательный орган субъекта | Итоги голосования | Дата утверждения в должности (Инаугурация) | Примечания |
| Магаданская область             | Николай Дудов                       | 25 января                                                  | «за» — 25 депутатов областной думы, «против» — 0                                                                          | 4 февраля (4 февраля)                      | Полномочия истекли 3 февраля 2013 года. |
| Забайкальский край              | Равиль Гениатулин                   | 28 января                                                  | 1. «за» — 38 депутатов Читинской областной думы, «против» — 2 2. «за» — 16 депутатов Агинской окружной думы, «против» — 2 | 5 февраля (1 марта)                        | Полномочия истекли 28 февраля 2013 года. |
| Архангельская область           | Илья Михальчук                      | 9 марта                                                    | «за» — 55 депутатов областного Собрания, «против» — 3                                                                     | 19 марта (18 апреля)                       | - Сменил в должности Николая Киселёва. - Добровольная отставка принята Указом Президента России от 13 января 2012 № 58 «О досрочном прекращении полномочий губернатора Архангельской области» (недоступная ссылка). |
| Рязанская область               | Олег Ковалёв                        | 11 марта                                                   | «за» — 36 депутатов областной думы, «против» — 0                                                                          | 14 марта (14 апреля)                       | - Сменил в должности Георгия Шпака. - В связи с личным заявлением о досрочном сложении полномочий Указом Президента России от 10 июля 2012 года № 944 (недоступная ссылка) назначен временно исполняющим обязанности губернатора до вступления в должность лица, избранного Губернатором Рязанской области. |
| Ставропольский край             | Валерий Гаевский                    | 20 мая                                                     | «за» — 45 депутатов краевой Государственной думы, «против» — 0                                                            | 23 мая (23 мая)                            | - По Указу Президента России от 16 мая 2008 № 802 (недоступная ссылка) временно исполнял полномочия подавшего в отставку губернатора Александра Черногорова. - Досрочная отставка принята Указом Президента России от 2 мая 2012 № 562. |
| Чукотский автономный округ      | Роман Копин                         | 11 июля                                                    | «за» — 10 депутатов окружной думы, «против» — 0                                                                           | 13 июля (24 июля)                          | - По Указу Президента РФ от 3 июля 2008 года № 1044 временно исполнял полномочия губернатора автономного округа в связи с отставкой Романа Абрамовича. - В связи с истечением срока полномочий Указом Президента РФ от 23 июля 2013 № 633 назначен исполняющим обязанности губернатора до инаугурации избранного главы региона. |
| Карачаево-Черкесская Республика | Борис Эбзеев                        | 30 июля                                                    | «за» — 66 депутатов Народного собрания, «против» — 0                                                                      | 5 августа (4 сентября)                     | - Сменил в должности Мустафу Батдыева. - Освобождён от должности по собственной просьбе Указом Президента РФ от 26 февраля 2011 № 235 «О досрочном прекращении полномочий Президента Карачаево-Черкесской Республики». |
| Амурская область                | Олег Кожемяко                       | 18 октября                                                 | «за» — 22 депутата областного Совета, «против» — 9                                                                        | 20 октября (20 октября)                    | - По Указу Президента РФ от 16 октября 2008 года № 1485 временно исполнял полномочия губернатора вместо отправленного в отставку Николая Колесова. - Полномочия истекли 22 октября 2012 года. |
| Республика Ингушетия            | Юнус-бек Евкуров                    | 31 октября                                                 | «за» — 16 депутатов Народного собрания, «против» — 1                                                                      | 31 октября (31 октября)                    | - В соответствии с Указом Президента РФ от 30 октября 2008 № 1548 (недоступная ссылка) назначен временно исполняющим обязанности главы республики после добровольной отставки Мурата Зязикова. - Указом Президента РФ от 4 июля 2013 № 607 принята отставка Евкурова Ю.-Б. Б. по собственному желанию и произведено его назначение временно исполняющим обязанности Главы республики до вступления в должность лица, избранного на эту должность. |
| Иркутская область               | Игорь Есиповский                    | 21 ноября                                                  | «за» — 39 депутатов Законодательного собрания, «против» — 8                                                               | 22 ноября (13 декабря)                     | - Согласно Указу Президента РФ от 15 апреля 2008 № 495 исполнял полномочия губернатора области вместо ушедшего в отставку Александра Тишанина. - Погиб в авиакатастрофе 10 мая 2009 года во время рабочей поездки на побережье Байкала. |
| Кировская область               | Никита Белых                        | 8 декабря                                                  | «за» — 45 депутатов Законодательного собрания, «против» — 4, «воздержавшихся» — 3                                         | 18 декабря (15 января 2009)                | - Сменил в должности Николая Шаклеина. |
| Республика Хакасия              | Виктор Зимин                        | 9 декабря                                                  | «за» — 66 депутатов Верховного совета, «против» — 3                                                                       | 10 декабря (15 января 2009)                | - Сменил в должности Алексея Лебедя. - Указом Президента РФ от 14 января 2013 года № 19 в связи с истечением срока полномочий назначен временно исполняющим обязанности Главы республики до вступления в должность лица, избранного Главой республики — Председателем Правительства Республики Хакасия. |

### 2009
| Субъект РФ                | Избранное должностное лицо субъекта | Дата внесения кандидатуры в законодательный орган субъекта | Итоги голосования                                                                                            | Дата утверждения в должности (Инаугурация) | Примечания |
| Удмуртская Республика     | Александр Волков                    | 10 февраля                                                 | «за» — 89 депутатов Государственного совета, «против» — 1                                                    | 20 февраля (20 февраля)                    | Полномочия истекли 19 февраля 2014 года. |
| Ненецкий автономный округ | Игорь Фёдоров                       | 16 февраля                                                 | «за» — 15 депутатов окружного Собрания, «против» — 1                                                         | 24 февраля (24 февраля)                    | - По Указу Президента РФ от 16 февраля 2009 № 168 (недоступная ссылка) временно исполнял обязанности главы автономии после отставки Валерия Потапенко. - Полномочия истекли 22 февраля 2014 года. |
| Воронежская область       | Алексей Гордеев                     | 16 февраля                                                 | «за» — 48 депутатов областной думы, «против» — 0                                                             | 26 февраля (12 марта)                      | - Сменил в должности Владимира Кулакова. - После истечения срока полномочий по Указу Президента РФ от 7 марта 2014 № 127 назначен временно исполняющим обязанности главы региона на период до инаугурации избранного Губернатора Воронежской области. |
| Псковская область         | Андрей Турчак                       | 16 февраля                                                 | «за» — 37 депутатов областного Собрания, «против» — 0, «воздержавшихся» — 3                                  | 27 февраля (27 февраля)                    | - Согласно Указу Президента РФ от 16 февраля 2009 № 166 (недоступная ссылка) временно исполнял обязанности руководителя региона вместо ушедшего в отставку Михаила Кузнецова. - В связи с истечением срока полномочий Указом Президента России от 27 февраля 2014 № 110 назначен временно исполняющим обязанности главы региона до вступления в должность лица, избранного Губернатором Псковской области. |
| Орловская область         | Александр Козлов                    | 16 февраля                                                 | «за» — 47 депутатов областного Совета, «против» — 0                                                          | 27 февраля (27 февраля)                    | - По Указу Президента России от 16 февраля 2009 № 167 исполнял обязанности главы администрации области после добровольной отставки Егора Строева. - Полномочия истекли 26 февраля 2014 года. |
| Владимирская область      | Николай Виноградов                  | 16 февраля                                                 | «за» — 34 депутата Законодательного собрания, «против» — 2                                                   | 28 февраля (28 февраля)                    | - По представлению Президента РФ Законодательное собрание области наделило кандидатуру Виноградова Н. В. для полномочиями губернатора региона на очередной срок. - В связи с завершением срока полномочий Виноградова Н. В. исполняющей обязанности главы региона до инаугурации избранного Губернатора Владимирской области Указом Президента РФ от 24 марта 2013 № 263 назначена Светлана Орлова.        |
| Мурманская область        | Дмитрий Дмитриенко                  | 21 марта                                                   | «за» — 27 депутатов областной думы, «против» — 4                                                             | 25 марта (25 марта)                        | - По Указу Президента России от 21 марта 2009 № 302 (недоступная ссылка) исполнял обязанности губернатора после добровольной отставки Юрия Евдокимова. - Досрочная отставка Дмитриенко Д. В. принята Указом Президента России от 4 апреля 2012 № 383. |
| Хабаровский край          | Вячеслав Шпорт                      | 30 апреля                                                  | «за» — 25 депутатов краевой Думы, «против» — 0                                                               | 6 мая (6 мая)                              | - Согласно Указу Президента РФ от 30 апреля 2009 № 491 (недоступная ссылка) временно исполнял обязанности губернатора края вместо ушедшего в отставку Виктора Ишаева. - В связи с истечением срока полномочий назначен временно исполняющим обязанности губернатора Указом Президента РФ от 30 апреля 2013 № 436 до вступления в должность лица, избранного Губернатором Хабаровского края.                |
| Иркутская область         | Дмитрий Мезенцев                    | 28 мая                                                     | «за» — 50 депутатов Законодательного собрания, «против» — 0                                                  | 8 июня (8 июня)                            | - Назначен вместо вр.и. о. губернатора Сергея Сокола, с 11 мая заменявшего в должности погибшего Игоря Есиповского. - Сложил полномочия досрочно по Указу Президента России от 18 мая 2012 года № 625. |
| Алтайский край            | Александр Карлин                    | 18 июля                                                    | «за» — 58 депутатов Законодательного собрания, «против» — 7                                                  | 29 июля (25 августа)                       | - По представлению Президента РФ кандидатура Карлина А. Б. одобрена краевым Законодательным собранием для наделения полномочиями губернатора региона на второй срок. - В связи с досрочным сложением полномочий назначен Указом Президента РФ от 31 июля 2014 № 542 исполняющим обязанности главы региона до инаугурации лица, избранного Губернатором Алтайского края.                                    |
| Свердловская область      | Александр Мишарин                   | 10 ноября                                                  | 1. «за» — 21 депутат Палаты представителей, «против» — 0 2. «за» — 26 депутатов областной думы, «против» — 2 | 17 ноября (23 ноября)                      | - Сменил в должности Эдуарда Росселя. - Указом Президента РФ от 14 мая 2012 № 620 «О досрочном прекращении полномочий губернатора Свердловской области» освобождён от занимаемой должности в связи с болезнью по собственной просьбе. |
| Астраханская область      | Александр Жилкин                    | 30 ноября                                                  | «за» — 53 депутата областной Государственной думы, «против» — 0                                              | 9 декабря (24 декабря)                     | 14 сентября 2014 года одержал победу на первых после десятилетнего перерыва прямых выборах губернатора. |
| Курганская область        | Олег Богомолов                      | 25 декабря                                                 | «за» — 30 депутатов областной думы, «против» — 0, «воздержавшихся» — 1                                       | 29 декабря (29 декабря)                    | - Представленный Президентом России Богомолов О. А. был утверждён в должности губернатора областной думой на очередной срок. - Указом Президента РФ от 14 февраля 2014 № 82 «О досрочном прекращении полномочий губернатора Курганской области» принята отставка Богомолова О. А. по собственному желанию.                                                                                                 |
| Волгоградская область     | Анатолий Бровко                     | 25 декабря                                                 | «за» — 37 депутатов областной думы, «против» — 1                                                             | 30 декабря (12 января 2010)                | - Сменил в должности Николая Максюту. - Освобождён от должности согласно Указу Президента России от 17 января 2012 № 63 в связи с досрочным прекращением полномочий. |
| Республика Марий Эл       | Леонид Маркелов                     | 29 декабря                                                 | «за» — 44 депутата Государственного собрания, «против» — 0                                                   | 31 декабря (15 января 2010)                | - По представлению Президента РФ Маркелов Л. И. был наделён Государственным собранием полномочиями главы республики на третий срок. - В связи с истечением срока полномочий назначен временно исполняющим обязанности Главы республики Указом Президента России от 14 января 2015 № 13 до инаугурации лица, избранного Главой Республики Марий Эл.                                                         |

### 2010
| Субъект РФ                          | Избранное должностное лицо субъекта | Дата внесения кандидатуры в законодательный орган субъекта | Итоги голосования                                                                 | Дата утверждения в должности (Инаугурация) | Примечания |
| Приморский край                     | Сергей Дарькин                      | 5 января                                                   | «за» — 31 депутат Законодательного собрания, «против» — 1                         | 11 января (4 февраля)                      | - Представленный Президентом России Дарькин С. М. был наделён краевым Заксобранием полномочиями губернатора на третий срок. - Досрочное сложение полномочий принято Указом Президента РФ от 28 февраля 2012 года № 244. |
| Республика Алтай                    | Александр Бердников                 | 5 января                                                   | «за» — 33 депутата Эл Курултая, «против» — 6                                      | 12 января (20 января)                      | - По представлению Президента РФ кандидатура Бердникова А. В. была вновь утверждена Эл Курултаем для наделения его полномочиями главы республики. - Указом Президента России от 18 января 2014 № 29 в связи с истечением срока полномочий назначен исполняющим обязанности главы республики на период до инаугурации лица, избранного Главой республики, Председателем Правительства Республики Алтай.                              |
| Республика Коми                     | Вячеслав Гайзер                     | 6 января                                                   | «за» — 25 депутатов Государственного совета, «против» — 0, «воздержавшихся» — 2   | 15 января (15 января)                      | - Сменил в должности Владимира Торлопова. - Отрешён от должности Указом Президента РФ от 30 сентября 2015 № 495 в связи с утратой доверия Президента России. |
| Республика Татарстан                | Рустам Минниханов                   | 27 января                                                  | «за» — 94 депутата Государственного совета, «против» — 0                          | 4 февраля (25 марта)                       | - Сменил в должности Минтимера Шаймиева. - После истечения срока полномочий Указом Президента России от 24 марта 2015 № 155 назначен исполняющим обязанности главы республики до инаугурации лица, избранного Президентом Республики Татарстан. |
| Республика Дагестан                 | Магомедсалам Магомедов              | 8 февраля                                                  | «за» — 69 депутатов Народного собрания, «против» — 0                              | 10 февраля (20 февраля)                    | - Сменил в должности Муху Алиева. - По Указу Президента РФ от 28 января 2013 № 44 временное исполнение обязанностей главы региона на период до вступления в должность лица, избранного президентом республики, возложено на Рамазана Абдулатипова. |
| Ханты-Мансийский АО — Югра          | Наталья Комарова                    | 8 февраля                                                  | «за» — 28 депутатов окружной думы, «против» — 0                                   | 15 февраля (1 марта)                       | - Сменила в должности Александра Филипенко. - В связи с истечением срока полномочий Указом Президента России от 27 февраля 2015 № 105 назначена исполняющей обязанности главы округа на период до вступления в должность лица, избранного Губернатором ХМАО — Югры. |
| Еврейская автономная область        | Александр Винников                  | 8 февраля                                                  | «за» — 13 депутатов Законодательного собрания, «против» — 3                       | 17 февраля (25 февраля)                    | - Сменил в должности Николая Волкова. - В связи с истечением полномочий Указом Президента РФ от 24 февраля 2015 № 96 временным исполняющим обязанности главы региона на период до вступления в должность лица, избранного губернатором автономной области стал Александр Левинталь. |
| Красноярский край                   | Лев Кузнецов                        | 8 февраля                                                  | «за» — 48 депутатов Законодательного собрания, «против» — 0                       | 17 февраля (17 февраля)                    | - Назначен в связи с отставкой Александра Хлопонина. - Отставка Кузнецова Л. В. принята Указом Президента России от 12 мая 2014 № 320 «О досрочном прекращении полномочий Губернатора Красноярского края» в связи с переходом на другую работу. |
| Курская область                     | Александр Михайлов                  | 20 февраля                                                 | «за» — 35 депутатов областной думы, «против» — 4                                  | 1 марта (4 марта)                          | - Представленная Президентом РФ кандидатура Михайлова А. Н. была наделена полномочиями высшего должностного лица исполнительной власти региона депутатами областной думы на третий срок. - Согласно Указу Президента России от 17 мая 2014 № 346 в связи с добровольным досрочным сложением полномочий назначен исполняющим обязанности главы региона до инаугурации лица, избранного губернатором.                                 |
| Ямало-Ненецкий АО                   | Дмитрий Кобылкин                    | 22 февраля                                                 | «за» — 19 депутатов Законодательного собрания, «против» — 0                       | 3 марта (16 марта)                         | - Сменил в должности Юрия Неелова. - Согласно Указу Президента РФ от 12 марта 2015 № 131 после истечения срока полномочий исполнял обязанности главы региона до вступления в должность лица, избранного губернатором автономного округа. |
| Кемеровская область                 | Аман Тулеев                         | 11 марта                                                   | «за» — 36 депутатов областного Совета, «против» — 0                               | 18 марта (20 апреля)                       | - Представленная Президентом РФ кандидатура Тулеева А. Г. была наделена полномочиями главы исполнительной власти региона депутатами областного совета на четвёртый срок. - В связи с окончанием полномочий назначен исполняющим обязанности губернатора Указом Президента России от 16 апреля 2015 № 195 на период до вступления в должность лица, избранного Губернатором Кемеровской области.                                     |
| Тульская область                    | Вячеслав Дудка                      | 15 марта                                                   | «за» — 46 депутатов областной думы, «против» — 1                                  | 18 марта (29 апреля)                       | - По представлению Президента РФ депутаты областной думы повторно утвердили кандидатуру Дудки В. Д. в качестве высшего должностного лица исполнительной власти региона. - Указом Президента России от 29 июля 2011 № 1037 принята досрочная отставка Дудки В. Д. |
| Челябинская область                 | Михаил Юревич                       | 15 марта                                                   | «за» — 57 депутатов Законодательного собрания, «против» — 0                       | 22 марта (22 апреля)                       | - Сменил в должности Петра Сумина. - Временно исполняющим обязанности руководителя области на период до вступления в должность лица, избранного губернатором, по тому же Указу Президента РФ назначен Борис Дубровский. |
| Саратовская область                 | Павел Ипатов                        | 17 марта                                                   | «за» — 28 депутатов областной думы, «против» — 2                                  | 23 марта (5 апреля)                        | - По представлению Президента России депутаты областной думы повторно утвердили кандидатуру Ипатова П. Л. в качестве высшего должностного лица исполнительной власти региона. - Добровольное сложение полномочий принято Указом Президента РФ от 23 марта 2012 № 332 «О досрочном прекращении полномочий губернатора Саратовской области».                                                                                          |
| Пензенская область                  | Василий Бочкарев                    | 21 апреля                                                  | «за» — 21 депутат Законодательного собрания, «против» — 2                         | 29 апреля (26 мая)                         | - Представленная Президентом России кандидатура Бочкарева В. К. была наделена полномочиями главы исполнительной власти региона на четвёртый срок. - В связи с завершением срока полномочий Бочкарева В. К. по Указу Президента РФ от 25 мая 2015 № 264 исполняющим обязанности главы региона до инаугурации избранного Губернатора Пензенской области назначен Иван Белозерцев.                                                     |
| Липецкая область                    | Олег Королёв                        | 22 апреля                                                  | «за» — 49 депутата областного Совета, «против» — 2                                | 26 апреля (1 июня)                         | - Предложенная Президентом РФ кандидатура Королёва О. П. была наделена полномочиями высшего должностного лица — главы администрации области на четвёртый срок. - В связи с личным заявлением о досрочном сложении полномочий Указом Президента РФ от 17 мая 2014 № 349 назначен исполняющим обязанности главы региона до вступления в должность лица, избранного главой администрации области.                                      |
| Республика Северная Осетия — Алания | Таймураз Мамсуров                   | 23 апреля                                                  | «за» — 61 депутат Парламента, «против» — 5                                        | 29 апреля (7 июня)                         | - По предложению Президента РФ депутаты Парламента республики поддержали кандидатуру Мамсурова Т. Д. для наделения его полномочиями Главы республики на второй срок. - В связи с истечением полномочий Мамсурова Т. Д. временное исполнение обязанностей Главы республики до вступления в должность избранного руководителя региона, по Указу Президента РФ от 5 июня 2015 № 285 поручено Тамерлану Агузарову.                      |
| Ростовская область                  | Василий Голубев                     | 15 мая                                                     | «за» — 43 депутата Законодательного собрания, «против» — 5                        | 21 мая (14 июня)                           | - Сменил в должности Владимира Чуба. - По Указу Президента России от 8 июня 2015 № 293 исполнял обязанности губернатора до вступления в должность лица, избранного Губернатором Ростовской области, в связи с окончанием срока полномочий. |
| Оренбургская область                | Юрий Берг                           | 15 мая                                                     | «за» — 36 депутатов Законодательного собрания, «против» — 10                      | 22 мая (15 июня)                           | - Сменил в должности Алексея Чернышева. - В связи с личным заявлением о досрочном сложении полномочий Указом Президента РФ от 17 мая 2014 № 347 назначен временно исполняющим обязанности губернатора до вступления в должность лица, избранного Губернатором Оренбургской области. |
| Тамбовская область                  | Олег Бетин                          | 3 июня                                                     | «за» — 42 депутата областной думы, «против» — 3                                   | 7 июня (13 июля)                           | - По представлению Президента России Бетин О. И. наделён полномочиями главы администрации области на очередной срок. - По Указу Президента РФ от 25 мая 2015 № 265 в связи с досрочной отставкой Бетина О. И. исполняющим обязанности главы региона до инаугурации избранного главы администрации Тамбовской области назначен Александр Никитин.                                                                                    |
| Калужская область                   | Анатолий Артамонов                  | 3 июня                                                     | «за» — 32 депутата Законодательного собрания, «против» — 0                        | 10 июня (26 июля)                          | - Представленная Президентом РФ кандидатура Артамонова А. Д. была наделена полномочиями высшего должностного лица исполнительной власти региона депутатами Заксобрания на четвёртый срок. - После личного заявления о досрочном сложении полномочий по Указу Президента РФ от 11 июня 2015 года № 302 Артамонов А. Д. исполнял обязанности главы региона до вступления в должность лица, избранного Губернатором Калужской области. |
| Республика Саха (Якутия)            | Егор Борисов                        | 9 июня                                                     | «за» — 61 депутат Государственного собрания, «против» — 2, «воздержавшихся» — 5   | 17 июня (17 июня)                          | - По Указу Президента РФ от 31 мая 2010 № 655 временно исполнял обязанности Президента республики вместо ушедшего в отставку Вячеслава Штырова. - Указом Президента РФ от 24 апреля 2014 № 279 просьба Борисова Е. А. о досрочной отставке удовлетворена, он назначен временно исполняющим обязанности до инаугурации лица, избранного Главой республики.                                                                           |
| Нижегородская область               | Валерий Шанцев                      | 9 июня                                                     | «за» — 42 депутата Законодательного собрания, «против» — 4                        | 17 июня (8 августа)                        | - По представлению Президента РФ депутаты областного Заксобрания вновь утвердили кандидатуру Шанцева В. П. в качестве высшего должностного лица исполнительной власти региона. - В связи с личным заявлением о досрочном сложении полномочий Указом Президента РФ от 30 мая 2014 № 379 назначен исполняющим обязанности главы региона до вступления в должность лица, избранного Губернатором Нижегородской области.                |
| Республика Башкортостан             | Рустэм Хамитов                      | 17 июля                                                    | «за» — 105 депутатов Государственного собрания — Курултая, «против» — 0           | 19 июля (19 июля)                          | - По Указу Президента РФ от 15 июля 2010 № 913 временно исполнял обязанности Президента республики вместо ушедшего в отставку Муртазы Рахимова. - Согласно личному заявлению о досрочном сложении полномочий Указом Президента РФ от 30 мая 2014 № 378 назначен исполняющим обязанности главы региона до вступления в должность лица, избранного Президентом Республики Башкортостан.                                               |
| Республика Карелия                  | Андрей Нелидов                      | 17 июля                                                    | «за» — 41 депутат Законодательного собрания, «против» — 0, «воздержавшихся» — 4   | 21 июля (21 июля)                          | - По Указу Президента РФ от 30 июня 2010 № 819 временно исполнял обязанности Главы республики вместо сложившего полномочия Сергея Катанандова. - Освобождён от должности во исполнение Указа Президента РФ от 22 мая 2012 № 689 «О досрочном прекращении полномочий Главы Республики Карелия» согласно собственной просьбе. |
| Чувашская Республика                | Михаил Игнатьев                     | 21 июля                                                    | «за» — 37 депутатов Государственного собрания, «против» — 5, «воздержавшихся» — 1 | 28 июля (29 августа)                       | - Сменил в должности Николая Фёдорова. - Согласно Указу Президента РФ от 9 июня 2015 № 299 в связи с досрочным сложением полномочий назначен исполняющим обязанности руководителя региона до инаугурации лица, избранного Главой республики. |
| Калининградская область             | Николай Цуканов                     | 23 августа                                                 | «за» — 30 депутатов областной думы, «против» — 9                                  | 30 августа (28 сентября)                   | - Сменил в должности Георгия Бооса. - После личного заявления о досрочном прекращении полномочий Указом Президента РФ от 27 июня 2015 года № 325 назначен исполняющим обязанности главы региона на период до вступления в должность лица, избранного Губернатором Калининградской области. |
| Кабардино-Балкарская Республика     | Арсен Каноков                       | 23 августа                                                 | «за» — 53 депутата Парламента, «воздержавшихся» — 4                               | 1 сентября (28 сентября)                   | - По представлению Президента РФ депутаты Парламента повторно утвердили кандидатуру Канокова А. Б. в должности Президента республики. - Освобождён от обязанностей по собственной просьбе Указом Президента РФ от 6 декабря 2013 года № 889 «О досрочном прекращении полномочий Главы Кабардино-Балкарской Республики». |
| Новосибирская область               | Василий Юрченко                     | 20 сентября                                                | «за» — 72 депутата областного совета, «против» — 13                               | 22 сентября (22 сентября)                  | - По Указу Президента России от 9 сентября 2010 № 1116 временно исполнял обязанности главы областной администрации вместо Виктора Толоконского. - Следующим Указом осуществление обязанностей главы региона до вступления в должность лица, избранного губернатором, временно возложено на В. Ф. Городецкого. |
| Республика Калмыкия                 | Алексей Орлов                       | 21 сентября                                                | «за» — 21 депутат Народного Хурала (парламента), «воздержавшихся» — 5             | 28 сентября (24 октября)                   | - Сменил в должности Кирсана Илюмжинова. - В связи с личным заявлением о досрочном сложении полномочий Указом Президента России от 6 мая 2014 года № 304 назначен исполняющим обязанности руководителя региона до вступления в должность лица, избранного Главой республики. |
| Республика Мордовия                 | Николай Меркушкин                   | 2 октября                                                  | «за» — 42 депутата Государственного собрания, «воздержавшихся» — 2                | 7 октября (10 ноября)                      | - Предложенная Президентом России кандидатура Меркушкина Н. И. была наделена полномочиями высшего должностного лица в республике на очередной срок. - Освобождён от должности по собственному желанию по Указу Президента РФ от 10 мая 2012 года № 614 (недоступная ссылка). Следующим Указом Президент России назначил Меркушкина Н. И. исполняющим обязанности Губернатора Самарской области.                                     |
| Тюменская область                   | Владимир Якушев                     | 2 октября                                                  | «за» — 30 депутатов областной думы, «против» — 0                                  | 12 октября (24 ноября)                     | - По представлению Президента РФ депутаты областной думы повторно наделили Якушева В. В. полномочиями губернатора региона. - Согласно Указу Президента РФ от 17 мая 2014 года № 345 просьба Якушева В. В. о досрочной отставке удовлетворена, он назначен временно исполняющим обязанности до вступления в должность лица, избранного губернатором.                                                                                 |
| Москва                              | Сергей Собянин                      | 15 октября                                                 | «за» — 32 депутата городской думы, «против» — 2                                   | 21 октября (21 октября)                    | - Сменил в должности Юрия Лужкова, отрешенного от исполнения полномочий градоначальника в связи с утратой доверия Президента России. - Указом Президента России от 5 июня 2013 № 545 (недоступная ссылка) принята добровольная отставка Собянина С. С. и произведено его назначение временно исполняющим обязанности мэра на период до вступления в должность лица, избранного Мэром Москвы.                                        |
| Ивановская область                  | Михаил Мень                         | 19 октября                                                 | «за» — 41 депутат областной думы, «против» — 5                                    | 22 октября (23 декабря)                    | - Представленная Президентом РФ кандидатура Меня М. А. была утверждена облдумой для наделения его полномочиями губернатора на второй срок. - Освобождён от должности Указом Президента РФ от 16 октября 2013 № 777 «О досрочном прекращении полномочий губернатора Ивановской области». |
| Пермский край                       | Олег Чиркунов                       | 19 октября                                                 | «за» — 47 депутатов Законодательного собрания, «против» — 8                       | 27 октября (1 декабря)                     | - По представлению Президента РФ депутаты краевого Заксобрания вновь утвердили кандидатуру Чиркунова О. И. в качестве главы исполнительной власти региона. - Освобождён от должности Указом Президента России от 28 апреля 2012 № 527 «О досрочном прекращении полномочий губернатора Пермского края» (недоступная ссылка). |

### 2011
| Субъект РФ                      | Избранное должностное лицо субъекта | Дата внесения кандидатуры в законодательный орган субъекта | Итоги голосования                                                             | Дата утверждения в должности (Инаугурация) | Примечания |
| Карачаево-Черкесская Республика | Рашид Темрезов                      | 28 февраля                                                 | «за» — 70 депутатов Народного собрания, «против» — 0                          | 1 марта (1 марта)                          | - Согласно Указу Президента РФ от 26 февраля 2011 № 235 временно исполнял обязанности президента республики после добровольной отставки Бориса Эбзеева. - В связи с завершением срока полномочий Темрезов Р. Б. назначен временно исполняющим обязанности главы республики Указом Президента России от 27 февраля 2016 № 86 до инаугурации избранного Главы Карачаево-Черкесской республики.                             |
| Камчатский край                 | Владимир Илюхин                     | 28 февраля                                                 | «за» — 38 депутатов Законодательного собрания, «воздержавшихся» — 2           | 3 марта (3 марта)                          | - По Указу Президента РФ от 25 февраля 2011 № 234 временно исполнял полномочия губернатора края вместо ушедшего в отставку Алексея Кузьмицкого. - Одержал победу на первых всенародных выборах губернатора 13 сентября 2015 года, получив поддержку 75,48 % избирателей. |
| Чеченская республика            | Рамзан Кадыров                      | 28 февраля                                                 | «за» — 41 депутат Народного собрания, «против» — 0                            | 5 марта (5 апреля)                         | - По предложению Президента России Кадыров Р. А. наделён полномочиями Главы республики на второй срок. - Указом Президента РФ от 25 марта 2016 № 137 ввиду истечения срока полномочий назначен временно исполняющим обязанности руководителя республики до вступления в должность лица, избранного Главой Чеченской республики.                                                                                          |
| Ульяновская область             | Сергей Морозов                      | 28 февраля                                                 | «за» — 25 депутатов Законодательного собрания, «против» — 4                   | 6 марта (8 апреля)                         | - Представленный Президентом РФ Морозов С. И. был повторно утверждён в должности губернатора Заксобранием области. - В связи с истечением срока полномочий Указом Президента России от 7 апреля 2016 № 166 назначен временно исполняющим обязанности главы региона до вступления в должность лица, избранного Губернатором области.                                                                                      |
| Тверская область                | Андрей Шевелев                      | 29 июня                                                    | «за» — 30 депутатов Законодательного собрания, «против» — 10                  | 7 июля (7 июля)                            | - Согласно Указу Президента РФ от 16 июня 2011 № 807 «О досрочном прекращении полномочий губернатора Тверской области» временно исполнял обязанности губернатора региона после отставки Дмитрия Зеленина. - По Указу Президента РФ от 2 марта 2016 № 97 в связи с досрочной отставкой Шевелева А. В. исполняющим обязанности главы региона до инаугурации избранного губернатора Тверской области назначен Игорь Руденя. |
| Сахалинская область             | Александр Хорошавин                 | 29 июня                                                    | «за» — 20 депутатов областной думы, «против» — 3, «воздержавшихся» — 2        | 7 июля (11 августа)                        | - По предложению Президента России Хорошавин А. В. повторно наделён полномочиями главы администрации области. - Отрешён от должности Указом Президента РФ от 25 марта 2015 № 162 «О досрочном прекращении полномочий Губернатора Сахалинской области» в связи с утратой доверия Президента России. |
| Тульская область                | Владимир Груздев                    | 11 августа                                                 | «за» — 39 депутатов областной думы, «воздержавшихся» — 7                      | 18 августа (18 августа)                    | - Указом Президента РФ от 29 июля 2011 № 1037 назначен временно исполняющим обязанности губернатора области после отставки Вячеслава Дудки. - Указом Президента РФ от 2 февраля 2016 № 39 «О досрочном прекращении полномочий губернатора Тульской области» освобожден от должности по собственной просьбе. |
| Санкт-Петербург                 | Георгий Полтавченко                 | 30 августа                                                 | «за» — 37 депутатов Законодательного собрания, «воздержавшихся» — 5           | 31 августа (31 августа)                    | - По Указу Президента России от 22 августа 2011 № 1106 временно исполнял обязанности губернатора города после отставки Валентины Матвиенко. - В связи с досрочным сложением полномочий по Указу Президента РФ от 5 июня 2014 г. № 405 исполнял обязанности главы региона до инаугурации лица, избранного губернатором Санкт-Петербурга.                                                                                  |
| Республика Адыгея               | Асланчерий Тхакушинов               | 7 декабря                                                  | «за» — 45 депутата Государственного совета, «против» — 2, недействительно — 1 | 13 декабря (13 января 2012)                | - По предложению Президента России повторно наделён полномочиями Главы республики. - После истечения полномочий Тхакушинова А. К. временное исполнение обязанностей Главы республики до вступления в должность избранного руководителя региона, по Указу Президента РФ от 12 января 2017 № 7 поручено Мурату Кумпилову.                                                                                                  |
| Вологодская область             | Олег Кувшинников                    | 14 декабря                                                 | «за» — 29 депутатов Законодательного собрания, «воздержавшихся» — 3           | 28 декабря (28 декабря)                    | - Указом Президента РФ от 14 декабря 2011 № 1624 «О досрочном прекращении полномочий губернатора Вологодской области» временно исполнял обязанности губернатора после добровольной отставки Вячеслава Позгалёва. - В связи с досрочным сложением полномочий по Указу Президента РФ от 17 мая 2014 г. № 348 исполнял обязанности главы региона до инаугурации лица, избранного губернатором области.                      |

### 2012
| Субъект РФ            | Избранное должностное лицо субъекта | Дата внесения кандидатуры в законодательный орган субъекта | Итоги голосования                                                                              | Дата утверждения в должности (Инаугурация) | Примечания |
| Волгоградская область | Сергей Боженов                      | 31 января                                                  | «за» — 31 депутат областной думы, «против» — 0, «воздержавшихся» — 1, отказ от голосования — 6 | 2 февраля (2 февраля)                      | - По Указу Президента РФ от 17 января 2012 № 63 «О досрочном прекращении полномочий главы администрации Волгоградской области» исполнял обязанности главы региона вместо Анатолия Бровко. - Добровольная отставка принята Указом Президента РФ от 2 апреля 2014 № 197 «О досрочном прекращении полномочий Губернатора Волгоградской области».                                                       |
| Архангельская область | Игорь Орлов                         | 31 января                                                  | «за» — 54 депутата областного Собрания, «против» — 2                                           | 3 февраля (3 февраля)                      | - Указом Президента России от 13 января 2012 № 58 (недоступная ссылка) исполнял обязанности губернатора вместо отправленного в отставку Ильи Михальчука. - В связи с досрочным сложением полномочий по Указу Президента РФ от 22 мая 2015 № 261 исполнял обязанности главы региона до избрания губернатора.                                                                                         |
| Томская область       | Сергей Жвачкин                      | 7 февраля                                                  | «за» — 32 депутата Законодательной Думы, «против» — 7                                          | 15 февраля (17 марта)                      | - Сменил в должности Виктора Кресса. - Указом Президента РФ от 21 февраля 2017 № 78 в связи с личным заявлением о сложении полномочий назначен исполняющим обязанности главы региона до инаугурации избранного Губернатора области. |
| Республика Тыва       | Шолбан Кара-оол                     | 25 февраля                                                 | «за» — 29 депутатов Верховного Хурала, «против» — 0                                            | 2 марта (6 апреля)                         | - По предложению Президента России повторно наделён полномочиями Главы — Председателя Правительства республики. - Указом Президента России от 23 мая 2016 № 247 принята досрочная отставка Кара-оола Ш. В. и произведено его назначение исполняющим обязанности Главы республики до инаугурации избранного руководителя региона.                                                                    |
| Приморский край       | Владимир Миклушевский               | 10 марта                                                   | «за» — 34 депутата Законодательного собрания, «против» — 4                                     | 16 марта (16 марта)                        | - По Указу Президента РФ от 28 февраля 2012 г. № 244 «О досрочном прекращении полномочий губернатора Приморского края» исполнял обязанности губернатора после отставки Сергея Дарькина. - После досрочного прекращения полномочий Указом Президента России от 31 мая 2014 № 383 временно исполнял обязанности главы региона до избрания нового Губернатора Приморского края.                        |
| Краснодарский край    | Александр Ткачёв                    | 11 марта                                                   | «за» — 57 депутатов Законодательного собрания, «против» — 4                                    | 21 марта (25 апреля)                       | - Представленный Президентом России Ткачёв А. Н. был утверждён в должности главы администрации (губернатора) краевым Заксобранием на очередной срок. - Следующим Указом Президента России исполнение обязанностей главы администрации до вступления в должность лица, избранного губернатором края, возложено на Вениамина Кондратьева.                                                             |
| Саратовская область   | Валерий Радаев                      | 2 апреля                                                   | «за» — 29 депутатов областной думы, «против» — 4                                               | 5 апреля (5 апреля)                        | - Указом Президента РФ от 23 марта 2012 № 332 временно исполнял обязанности губернатора области после отставки Павла Ипатова. - Указом Президента РФ от 17 марта 2017 № 117 удовлетворено личное заявление о досрочной отставке и произведено назначение исполняющим обязанности главы региона до инаугурации избранного губернатора области.                                                       |
| Омская область        | Виктор Назаров                      | 3 апреля                                                   | «за» — 43 депутата Законодательного собрания, «против» — 1                                     | 9 апреля (30 мая)                          | - Сменил в должности Леонида Полежаева. - Добровольная досрочная отставка принята Указом Президент России от 9 октября 2017 № 476. |
| Московская область    | Сергей Шойгу                        | 4 апреля                                                   | «за» — 46 депутатов областной думы «против» — 0                                                | 5 апреля (11 мая)                          | - Сменил в должности Бориса Громова. - Согласно Указу Президента РФ от 8 ноября 2012 № 1503 исполнение обязанностей главы региона на период до вступления в должность лица, избранного губернатором области, возложено на Андрея Воробьёва. |
| Мурманская область    | Марина Ковтун                       | 12 апреля                                                  | «за» — 30 депутатов областной думы, «против» — 3                                               | 13 апреля (13 апреля)                      | - По Указу Президента РФ от 4 апреля 2012 № 383 временно исполняла обязанности губернатора области вместо добровольно ушедшего в отставку Дмитрия Дмитриенко. - Согласно личному заявлению о досрочном сложении полномочий Указом Президента РФ от 5 мая 2014 № 303 назначена исполняющей обязанности главы региона до вступления в должность лица, избранного губернатором области.                |
| Костромская область   | Сергей Ситников                     | 25 апреля                                                  | «за» — 29 депутатов областной думы, «против» — 0                                               | 28 апреля (28 апреля)                      | - Указом Президента РФ от 13 апреля 2012 № 443 временно исполнял обязанности губернатора в связи с досрочной отставкой Игоря Слюняева. - Указом Президента РФ от 17 мая 2015 г. № 247 удовлетворено заявление Ситникова С. К. о досрочной отставке, он исполнял обязанности до инаугурации вновь избранного губернатора области.                                                                    |
| Смоленская область    | Алексей Островский                  | 25 апреля                                                  | «за» — 44 депутата областной думы, «против» — 0                                                | 26 апреля (26 апреля)                      | - С 20 апреля 2012 года по Указу Президента России № 463 временно исполнял обязанности губернатора вместо ушедшего в отставку Сергея Антуфьева. |
| Пермский край         | Виктор Басаргин                     | 4 мая                                                      | «за» — 53 депутата Законодательного собрания, «против» — 1                                     | 5 мая (5 мая)                              | - Согласно Указу Президента РФ от 28 апреля 2012 № 527 (недоступная ссылка) временно исполнял обязанности губернатора края после досрочной отставки Олега Чиркунова. - После досрочного сложения Басаргиным В. Ф. полномочий Указом Президента РФ от 6 февраля 2017 № 53 временно исполняющим обязанности Губернатора Пермского края назначен Максим Решетников.                                    |
| Ярославская область   | Сергей Ястребов                     | 4 мая                                                      | «за» — 37 депутатов областной думы, «против» — 4, «воздержавшихся» — 3                         | 5 мая (5 мая)                              | - По Указу Президента России от 28 апреля 2012 № 528 (недоступная ссылка) в качестве исполняющего обязанности губернатора области сменил в должности ушедшего в отставку Сергея Вахрукова. - После досрочной отставки Ястребова С. Н. исполняющим обязанности главы региона до вступления в должность избранного губернатора по Указу Президента РФ от 28 июля 2016 № 366 назначен Дмитрий Миронов. |
| Ставропольский край   | Валерий Зеренков                    | 4 мая                                                      | «за» — 45 депутатов краевой думы, «против» — 0                                                 | 5 мая (5 мая)                              | - Согласно Указу Президента России от 2 мая 2012 года № 562 временно исполнял обязанности губернатора после досрочной отставки Валерия Гаевского. - Освобождён от должности по собственной просьбе Указом Президента РФ от 27 сентября 2013 № 734 «О досрочном прекращении полномочий Губернатора Ставропольского края».                                                                            |
| Республика Бурятия    | Вячеслав Наговицын                  | 5 мая                                                      | «за» — 54 депутата Народного Хурала, «против» — 3, недействительно — 1                         | 12 мая (12 мая)                            | - По предложению Президента России повторно наделён полномочиями Главы республики. - В связи с добровольной отставкой Наговицына В. В. до инаугурации избранного руководителя региона временное исполнение обязанностей Главы республики по Указу Президента РФ от 7 февраля 2017 № 54 поручено Алексею Цыденову.                                                                                   |
| Ленинградская область | Александр Дрозденко                 | 5 мая                                                      | «за» — 41 депутат Законодательного собрания, «против» — 7, отказ от голосования — 2            | 12 мая (28 мая)                            | - Утверждён вместо Валерия Сердюкова, добровольно подавшего в отставку на основании личного заявления. - Исполнял обязанности главы региона после досрочного сложения полномочий в соответствии с Указом Президента РФ от 12 мая 2015 № 243 до инаугурации лица, избранного губернатором области.                                                                                                   |
| Самарская область     | Николай Меркушкин                   | 12 мая                                                     | «за» — 37 депутатов Губернской думы, «против» — 7, «воздержавшихся» — 3                        | 12 мая (12 мая)                            | - Указом Президента РФ от 10 мая 2012 г. № 615 временно исполнял обязанности губернатора области после отставки Владимира Артякова. - Указом Президента РФ от 25 сентября 2017 № 437 освобождён от должности по собственному желанию. |
| Республика Мордовия   | Владимир Волков                     | 12 мая                                                     | «за» — 48 депутатов Государственного собрания, «против» — 0                                    | 14 мая (14 мая)                            | - По Указу Президента РФ от 10 мая 2012 № 614 (недоступная ссылка) в качестве исполняющего обязанности Главы республики сменил в должности Николая Меркушкина. - После досрочного сложения полномочий Указом Президента РФ от 12 апреля 2017 № 163 назначен исполняющим обязанности руководителя региона до инаугурации лица, избранного Главой республики.                                         |
| Республика Карелия    | Александр Худилайнен                | 24 мая                                                     | «за» — 39 депутатов Законодательного собрания, «против» — 8                                    | 24 мая (24 мая)                            | - В соответствии с Указом Президента России от 22 мая 2012 № 689 назначен временно исполняющим обязанности Главы республики после отставки Андрея Нелидова. - Освобождён от должности по Указу Президента России от 15 февраля 2017 № 66 в связи с досрочным прекращением полномочий. |
| Свердловская область  | Евгений Куйвашев                    | 24 мая                                                     | «за» — 46 депутатов Законодательного собрания, «против» — 2                                    | 29 мая (29 мая)                            | По Указу Президента России от 14 мая 2012 № 620 временно исполнял обязанности главы области вместо Александра Мишарина. |
| Иркутская область     | Сергей Ерощенко                     | 24 мая                                                     | «за» — 38 депутатов Законодательного собрания, «против» — 4, недействительно — 1               | 29 мая (29 мая)                            | - Согласно Указу Президента РФ от 18 мая 2012 № 625 временно исполнял обязанности губернатора области в связи с отставкой Дмитрия Мезенцева. - Потерпел поражение во втором туре выборов 27 сентября 2015, уступив Сергею Левченко. |